# Nukufotu
Nukufotu est un îlot de Wallis-et-Futuna, située dans le nord du lagon de Wallis. Il est surnommé « l'île aux oiseaux » en raison des nombreux oiseaux qui viennent y nicher.

## Toponymie
Nukufotu signifie « la terre qui apparaît » (nuku « terre », fotu « apparaître »). On retrouve à Tonga un lieu avec le même nom et une signification similaire (« la terre en vue »).

## Géographie
Nukufotu est situé au nord du lagon de Wallis et dépend du district de Hihifo. Les îlots de Nukuloa et Nukula'ela'e se trouvent à proximité. Il est l'îlot le plus septentrional de Wallis. Avec Nukula'ela'e, c'est un des îlots (motu) de Wallis possédant un relief caractéristique. Son point le plus haut s'élève à 61 mètres. Il est composé de roches volcaniques basaltiques.

Élévation de Nukufotu (Schéma au 1/5000è).
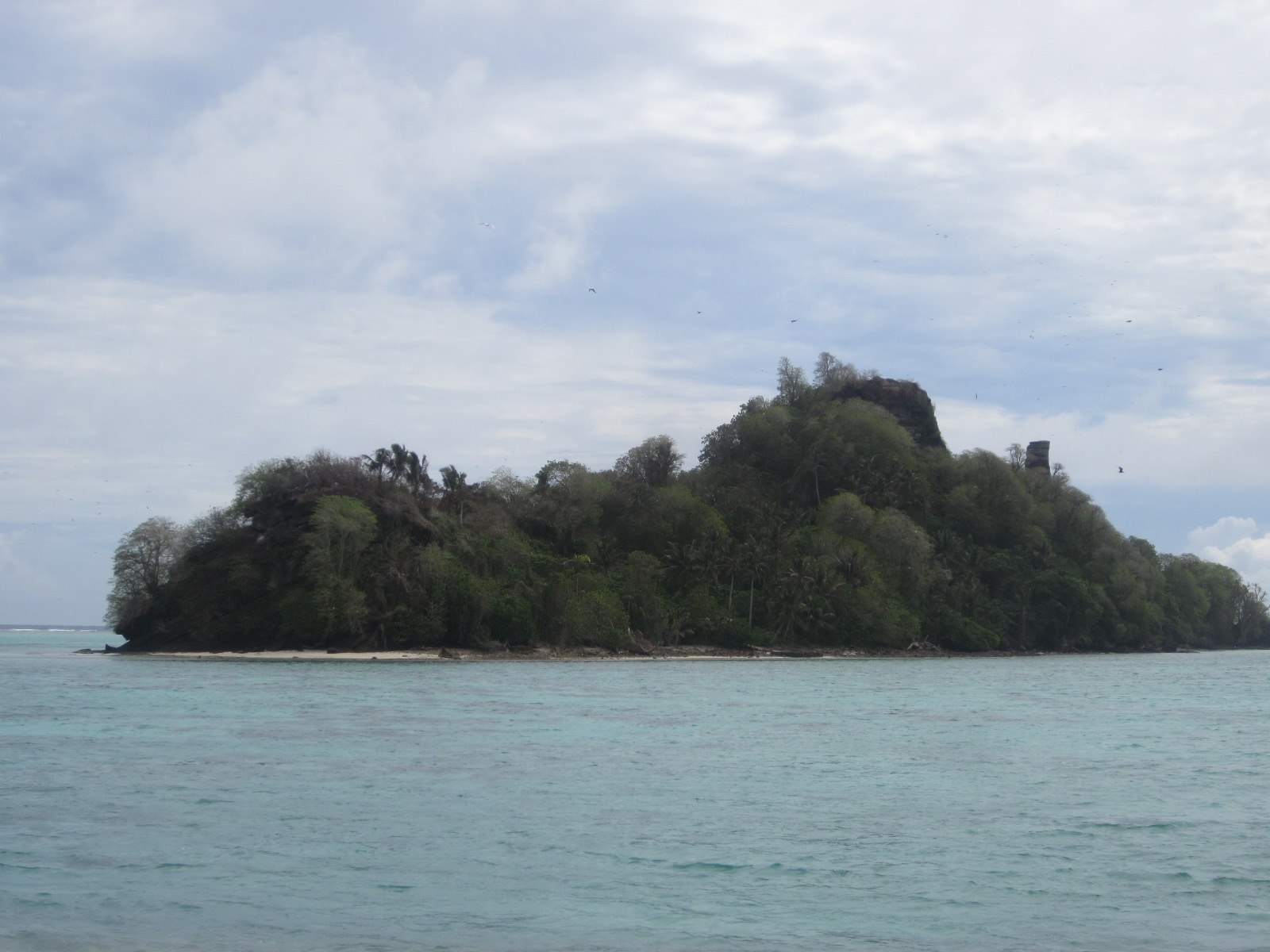
Vue générale de Nukufotu.
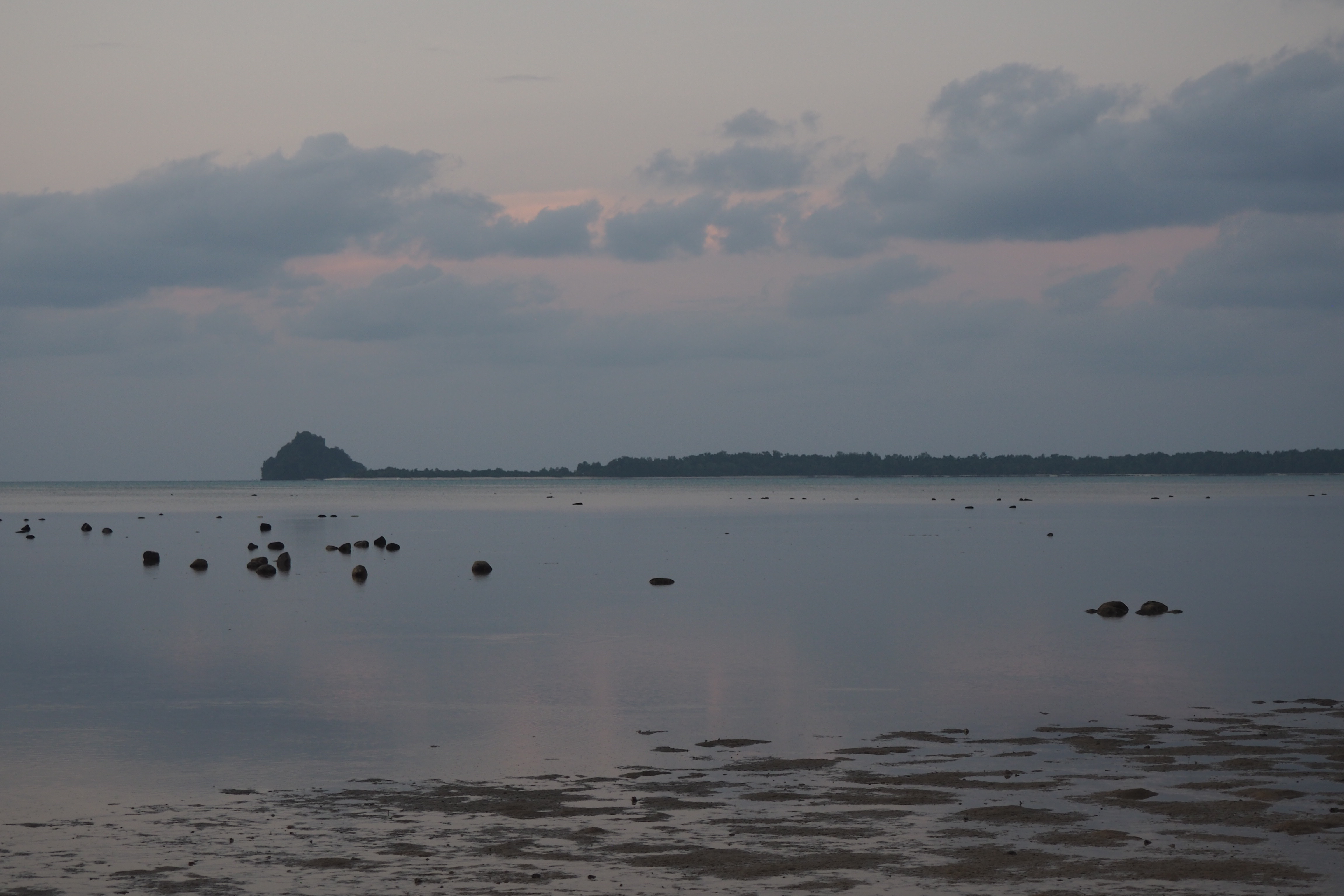
Nukufotu est visible depuis Vailala grâce à son élévation de 61 mètres.

## Biodiversité

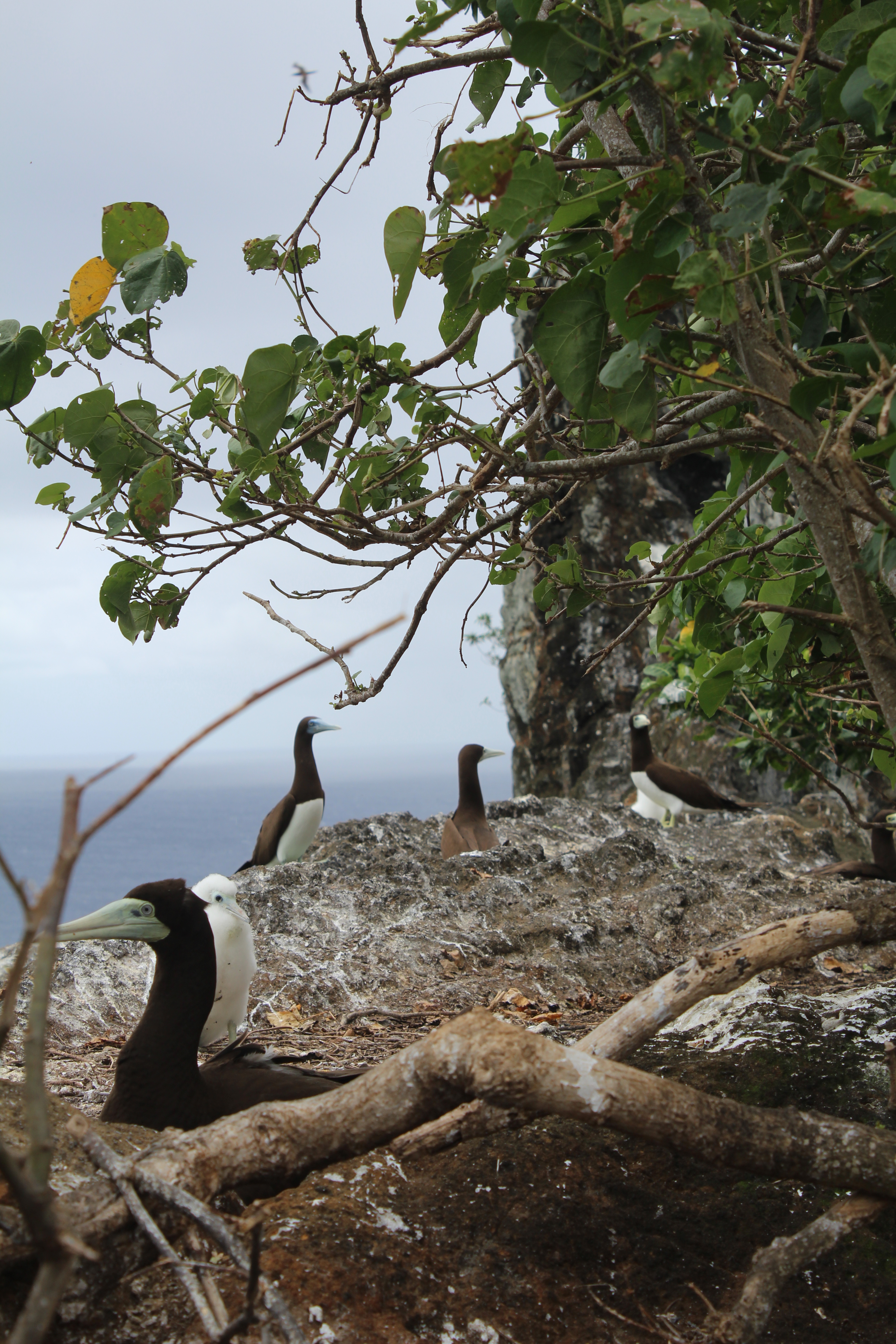
Nid de fous bruns à Nukufotu en septembre 2016.

### Faune
Parmi les oiseaux présents à Nukufotu, on trouve le noddi noir. D'après une étude des oiseaux marins à Wallis menée de 2016 2019, « les forêts des îlots Nukufotu et Nukuloa (...) pourraient constituer un site remarquable au niveau mondial pour la reproduction de cette espèce ». On trouve également des colonies de fous bruns, de fous masqués, de fous à pieds rouges et de noddis bruns. De tous les îlots de Wallis, Nukufotu est celui où le plus grand nombre d'oiseaux marins ont été observés.
Toutefois, plusieurs espèces invasives ont été répertoriées, comme le rat ou la fourmi folle jaune (présente en 2019 et absente en 2008-2009).

### Flore
La flore de Nukufotu se caractérise par une forêt et un sous-bois. On y trouve des Barringtonia, Pisonia grandis, Thespesia, Cordia, Erythrina, Macaranga, Hibiscus tiliaceus, Premna, et en sous-bois des Randia, Ipomea macrantha, des fougères Asplenium nidus, Microsorum et Nephrolepis.
En 2021, une mission est menée pour éliminer la liane du diable (Epipremnum aureum), espèce invasive.

## Tradition orale
D'après la tradition orale wallisienne, le dieu Tagaloa résiderait sur l'îlot, d'où il protège l'ensemble d'Uvea. L'îlot aurait été créé par des démons venus voler des rochers sur l'îlot de Faioa, devenus ensuite Nukufotu et Nukula'ela'e. Des récits font également état de démons résidant sur l'îlot : en voulant voler de la terre à Kolopopo, dans le sud de Wallis, ils échouent et créent les îlots de Nukuafo et Nukutapu. Néanmoins, l'anthropologue Raymond Mayer note que les récits de vols de terre, très nombreux, se ressemblent et paraissent se transposer à tous les îlots de Wallis, sans forcément reposer sur une base toponymique précise.
D'autres récits rapportent la présence de démons au sommet de Nukufotu, qui en gardent l'accès : plusieurs personnes montant tout en haut ne peuvent redescendre, car les pierres sont devenues soudainement glissantes. Mayer relate également la présence d'un tanoa, récipient utilisé pour préparer la boisson cérémonielle du kava. Selon les récits, ce tanoa se trouve soit à Nukufotu, soit à Nukula'ela'e.

## Galerie d'images

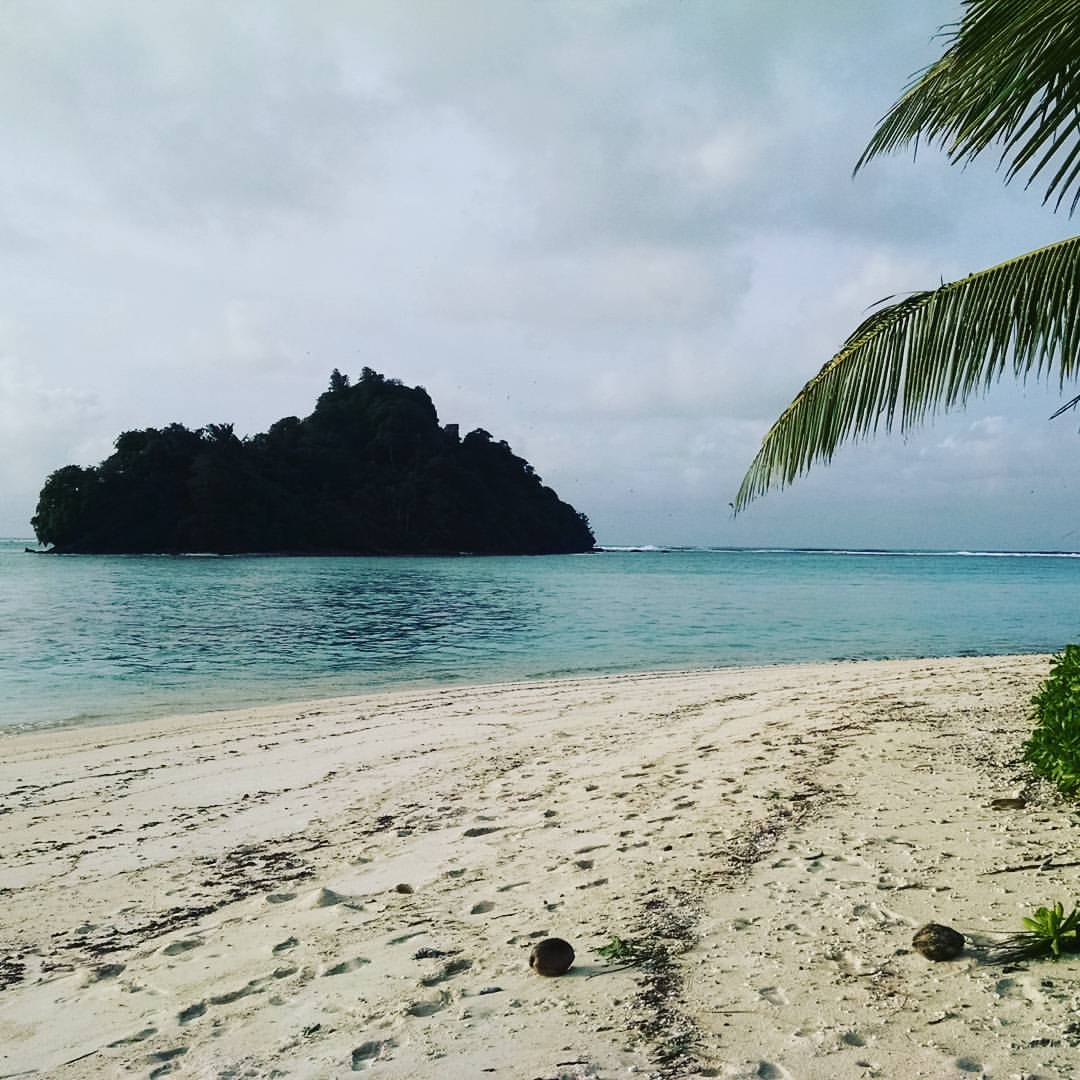
Nukufotu vu depuis la plage de Nukuloa à marée haute.
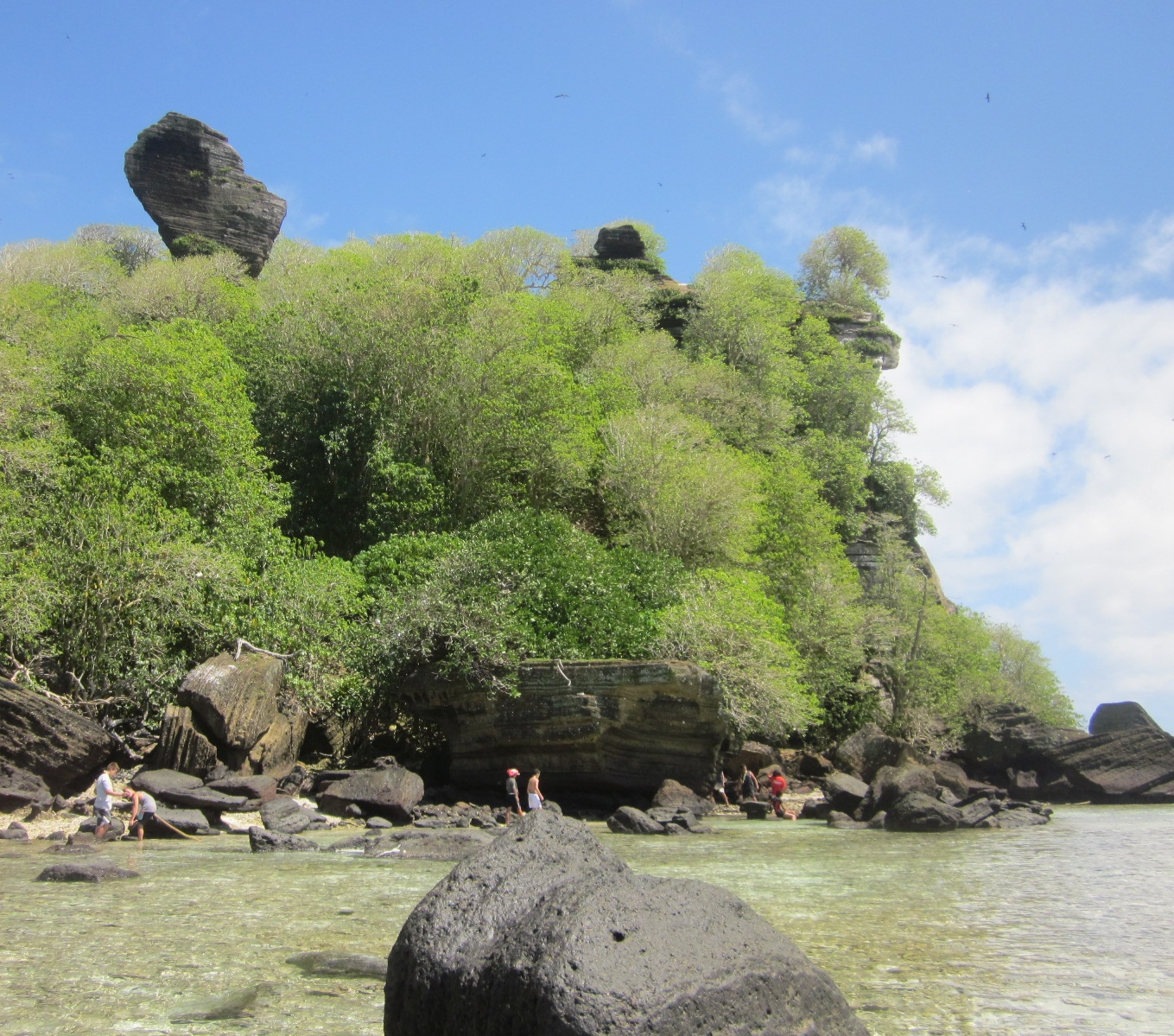
Nukufotu vu de près, avec son relief basaltique caractéristique.
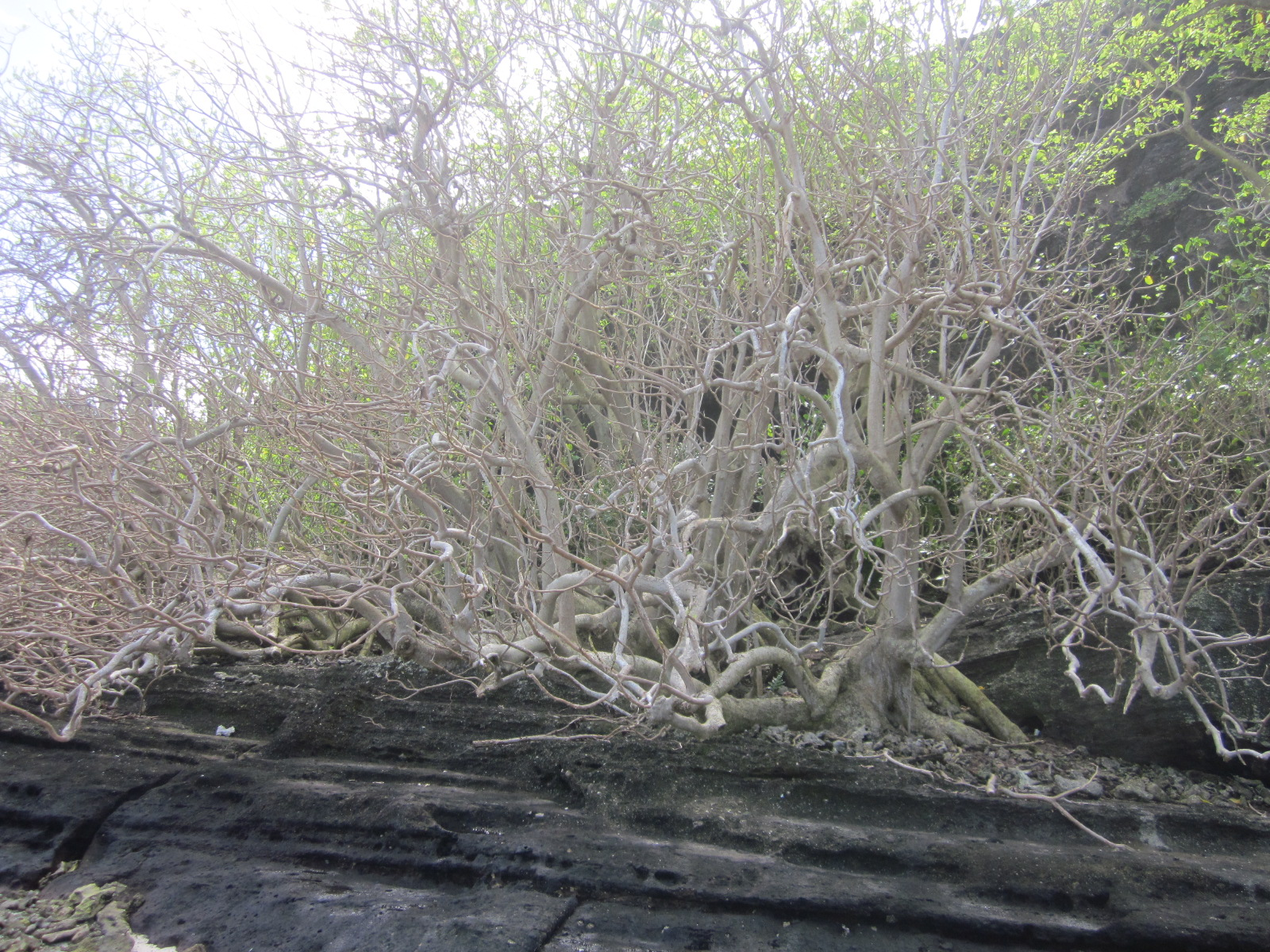
La roche basaltique affleure à Nukufotu.
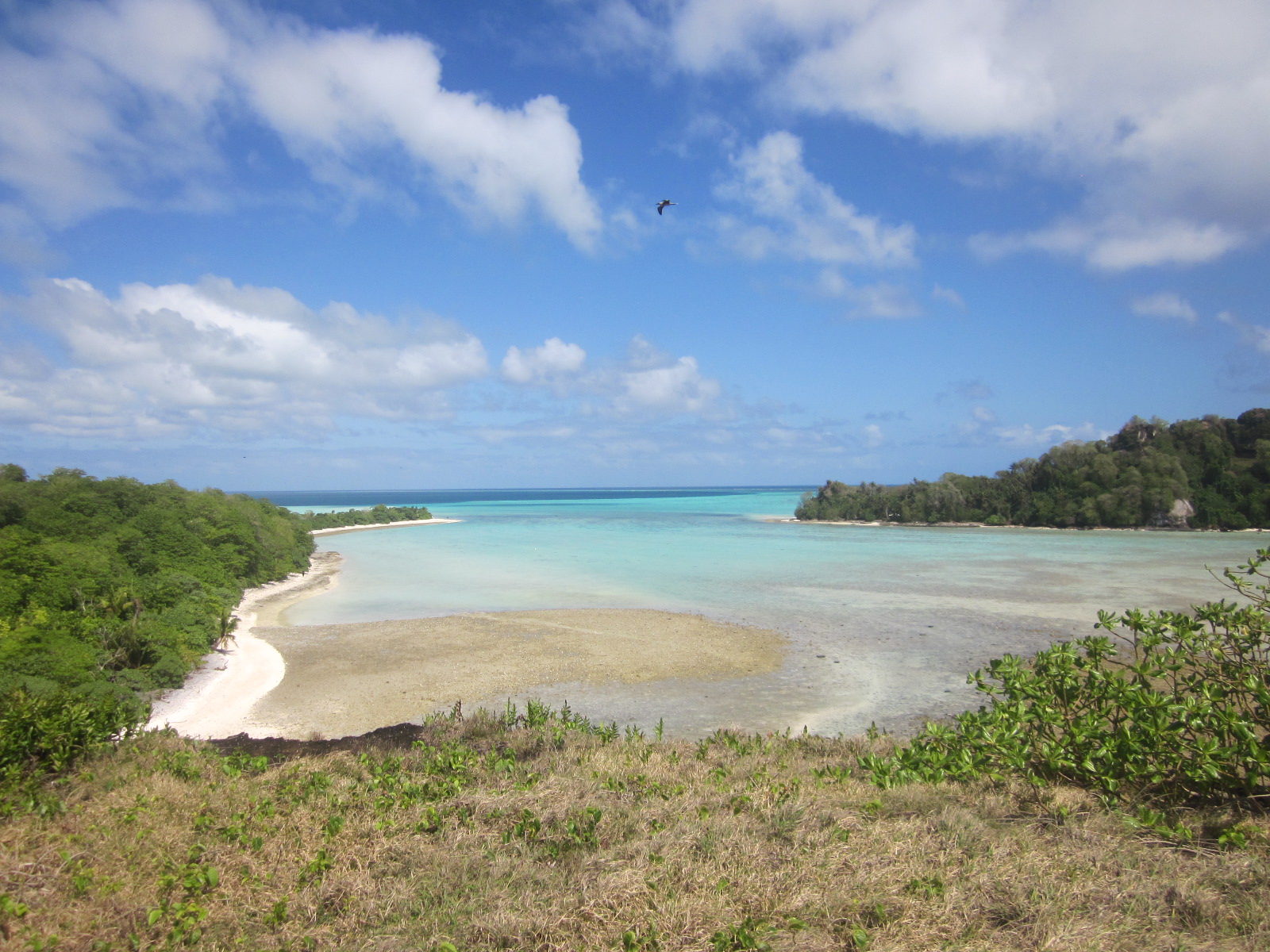
Nukufotu (à droite) vu depuis l'îlot voisin de Nukula'ela'e, à marée basse.
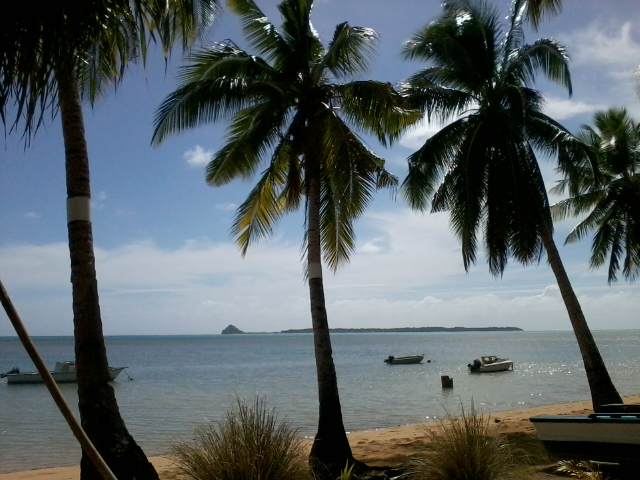
Nukufotu vu depuis l'ile de Wallis (village de Vailala)
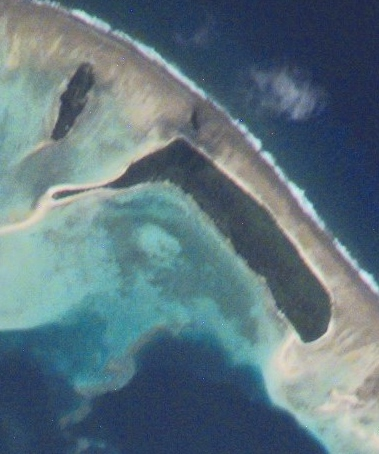
Photo satellite montrant Nukufotu (îlot à gauche), Nukula'ela'e et Nukuloa (îlot au centre).
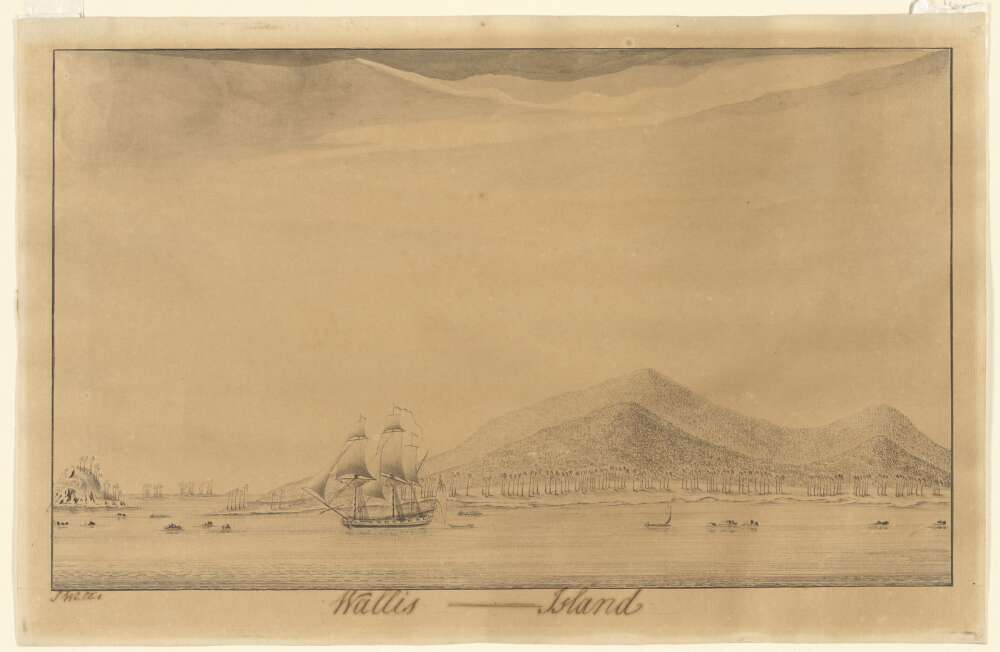
Sur ce dessin réalisé par Samuel Wallis vers 1767, Nukufotu est l'îlot rocheux tout à gauche.